# Sheshonq V
Sheshonq V (Aakheperra) (... – 730 a.C.) è stato un faraone della XXII dinastia egizia.

## Biografia

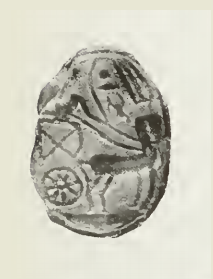
Scarabeo di Sheshonq V

Figlio di Pamy, come confermato da una stele scoperta nel Serapeo di Saqqara, e datata all'anno 11 di regno, governò per almeno trentasette anni, come riferito dalla stele di Pasenhor, sulla parte orientale del Delta del Nilo (Basso Egitto).

Tra gli egittologi non vi è piena concordanza sulla collocazione di questo sovrano nella XXII dinastia. Secondo David Aston, Sheshonq V dovrebbe essere inserito nella XXIII dinastia, al quarto o quinto posto.

Per motivi che non ci sono noti, Sheshonq V modificò, nel 30º anno di regno, parte della sua titolatura, cambiando il nomen da s3 s3 (n) k (Sheshonq) a mr imn ntr hk3 w3st (Amato da Amon, potente, incoronato in Tebe).

Durante il suo regno, un principe Osorkon di Sais rese praticamente indipendente una vasta parte della regione occidentale del Delta, mettendo le premesse per la costituzione della XXIV dinastia.

## Titolatura
| G5 |

| G5 |

| E2 · D40 | F12 | F9 | N28 | G17 | R19 |

| E2 · D40 | F12 | F9 | N28 | G17 | R19 |

| E2 · D40 | F12 | F9 | N28 | G17 | R19 |

| E2 · D40 | F12 | F9 | N28 | G17 | R19 |

| E2 · D40 | F12 | F9 | N28 | G17 | R19 |

| E2 · D40 | F12 | F9 | N28 | G17 | R19 |

| E2 · D40 | F12 | F9 | N28 | G17 | R19 |

| E2 · D40 | F12 | F9 | N28 | G17 | R19 |

| G16 |

| G16 |

| F12 | F9 |

| F12 | F9 |

| G8 |

| G8 |

|  |

| M23 · X1 | L2 · X1 |

| M23 · X1 | L2 · X1 |

| N5 | O29V | L1 |

| N5 | O29V | L1 |

| N5 | O29V | L1 |

| N5 | O29V | L1 |

| N5 | O29V | L1 |

| N5 | O29V | L1 |

| N5 | O29V | L1 |

| N5 | O29V | L1 |

| G39 | N5 |

| G39 | N5 |

| M8 · M8 | N29 |

| M8 · M8 | N29 |

| M8 · M8 | N29 |

| M8 · M8 | N29 |

| M8 · M8 | N29 |

| M8 · M8 | N29 |

| M8 · M8 | N29 |

| M8 · M8 | N29 |

## Datazioni alternative
| Autore        | Anni di regno                                 |
| ------------- | --------------------------------------------- |
| Dodson        | 780 a.C. - 743 a.C.                           |
| Aston         | 777 a.C. - 740 a.C./735 a.C. (XXIII dinastia) |
| von Beckerath | 774 a.C. - 735 a.C.                           |
| Grimal        | 767 a.C. - 730 a.C.                           |
| Arnold        | 767 a.C. - 730 a.C.                           |
| Shaw          | 767 a.C. - 730 a.C.                           |
| Redford       | 763 a.C. - 725 a.C.                           |